# Bigtrak

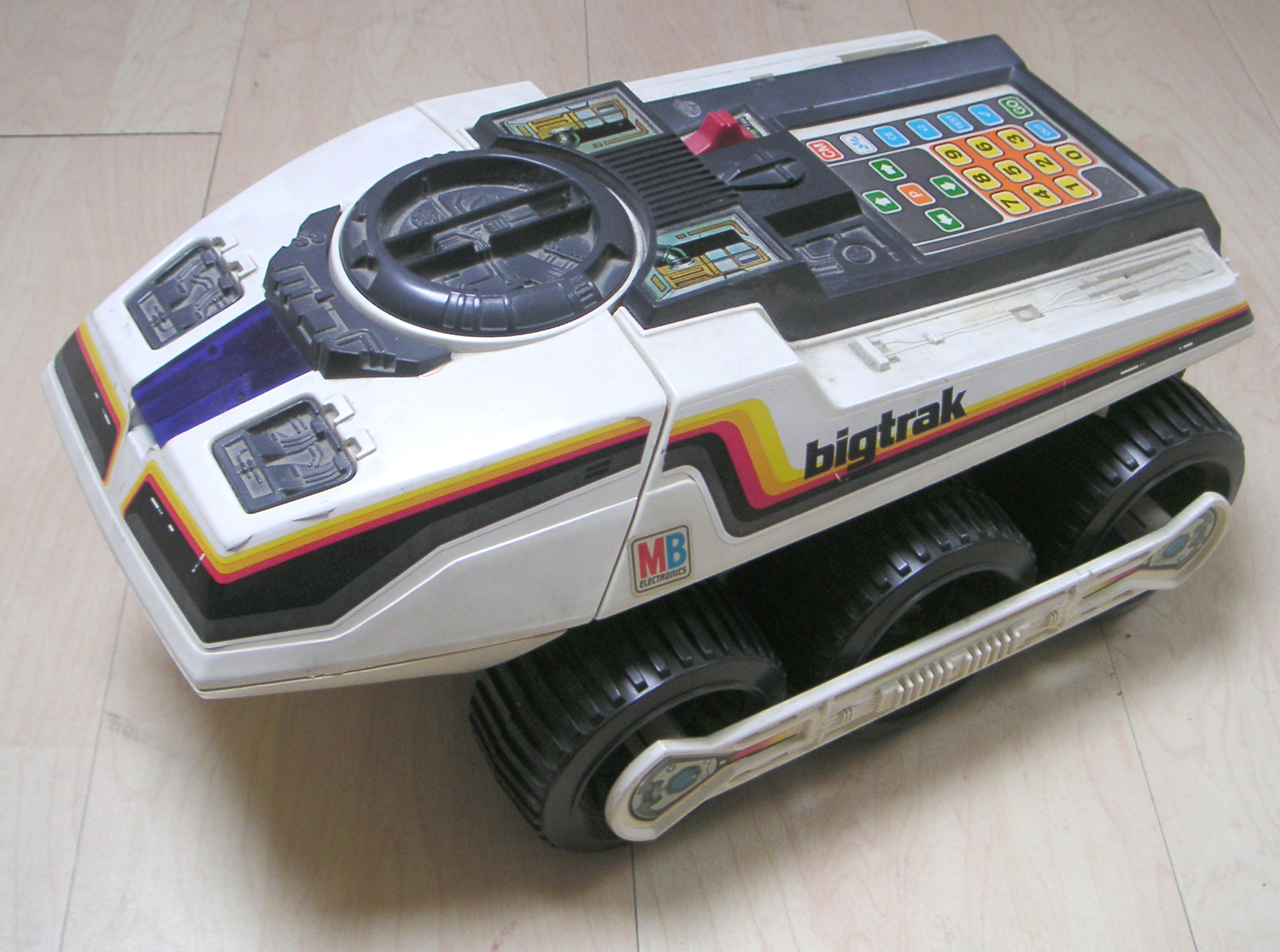
Bigtrak

Englische Version der Tastatur des Bigtrak

Bigtrak ist ein programmierbares, elektronisches Spielzeugauto, das von der Milton Bradley Company (MB Spiele) ab 1979 in Deutschland vertrieben wurde. Zusätzlich konnte ein Muldenkipp-Anhänger erworben werden, der auf Programmbefehl die Last abkippt.

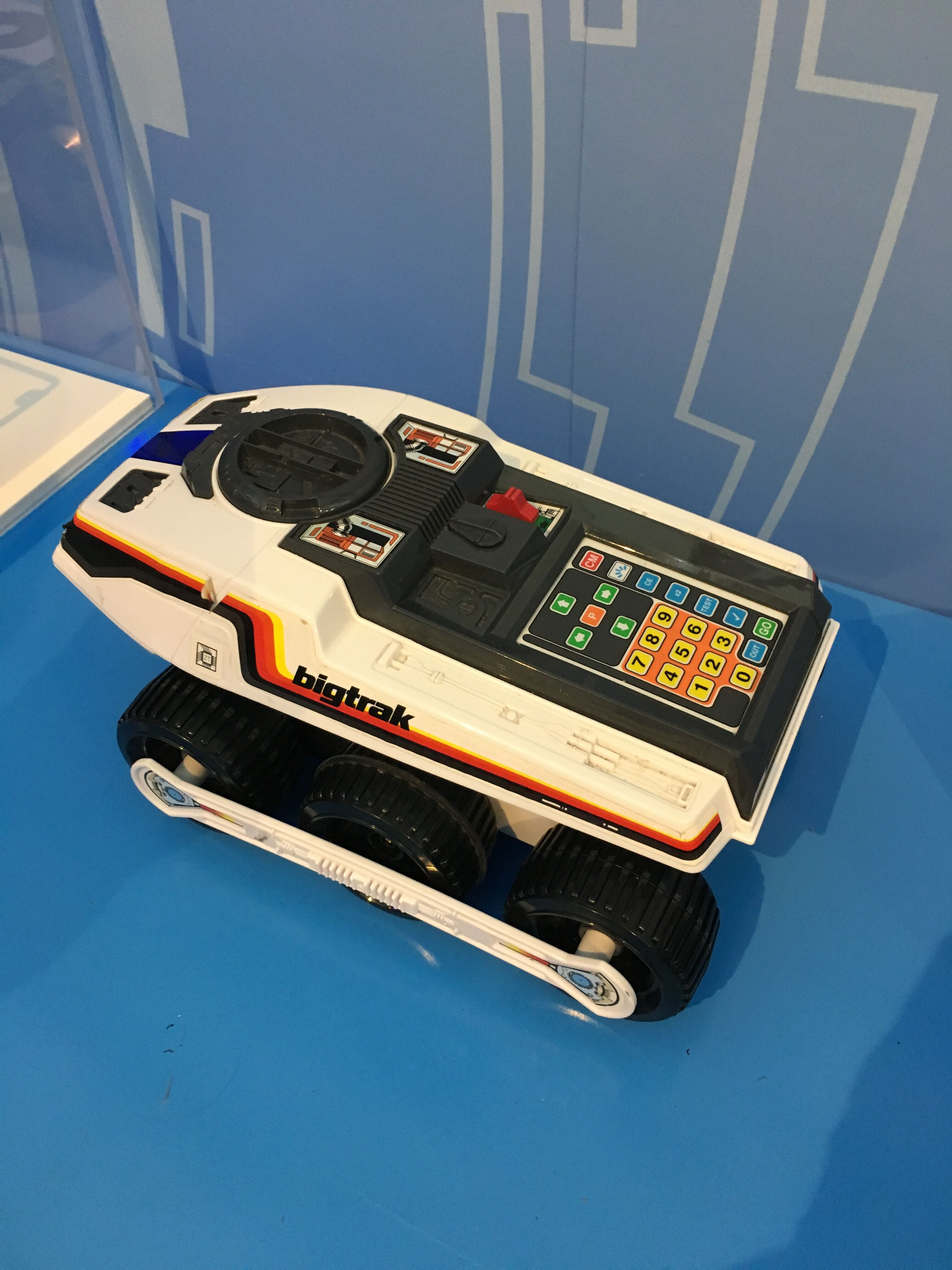
Rückseite des Bigtrak

Bei dem Bigtrak handelt es sich um ein dreiachsiges Fahrzeug, das futuristisch gestaltet ist. Auf dem Dach des ca. 15 cm hohen Fahrzeuges befindet sich ein Keypad, mit dem man das Gerät programmieren kann. Bis zu 16 Schritte können in das Gerät einprogrammiert und abgespeichert werden. Nach dieser Programmierung bewegt sich das Fahrzeug dann in die entsprechenden Richtungen fort und legt vorher eingestellte Strecken zurück.
 In der Sowjetunion wurde dieses Spielzeug nachgebaut und in den Ostblock-Ländern unter dem Namen „Elektronika IM-11“ (Russisch: Электроника ИМ-11) verkauft.
Im Jahr 2010 wurde der Bigtrak neu aufgelegt. Sämtliche Funktionen und die Optik entsprechen detailliert dem Original. Die Replik wird jedoch nicht mehr von MB hergestellt und vertrieben (MB ist mittlerweile im Hasbro-Konzern aufgegangen). Hersteller ist das englische Unternehmen Zeon Limited.